# Cyrtochilum edwardii
Cyrtochilum edwardii là một loài thực vật có hoa trong họ Lan. Loài này được (Rchb.f.) Kraenzl. mô tả khoa học đầu tiên năm 1917.

## Hình ảnh

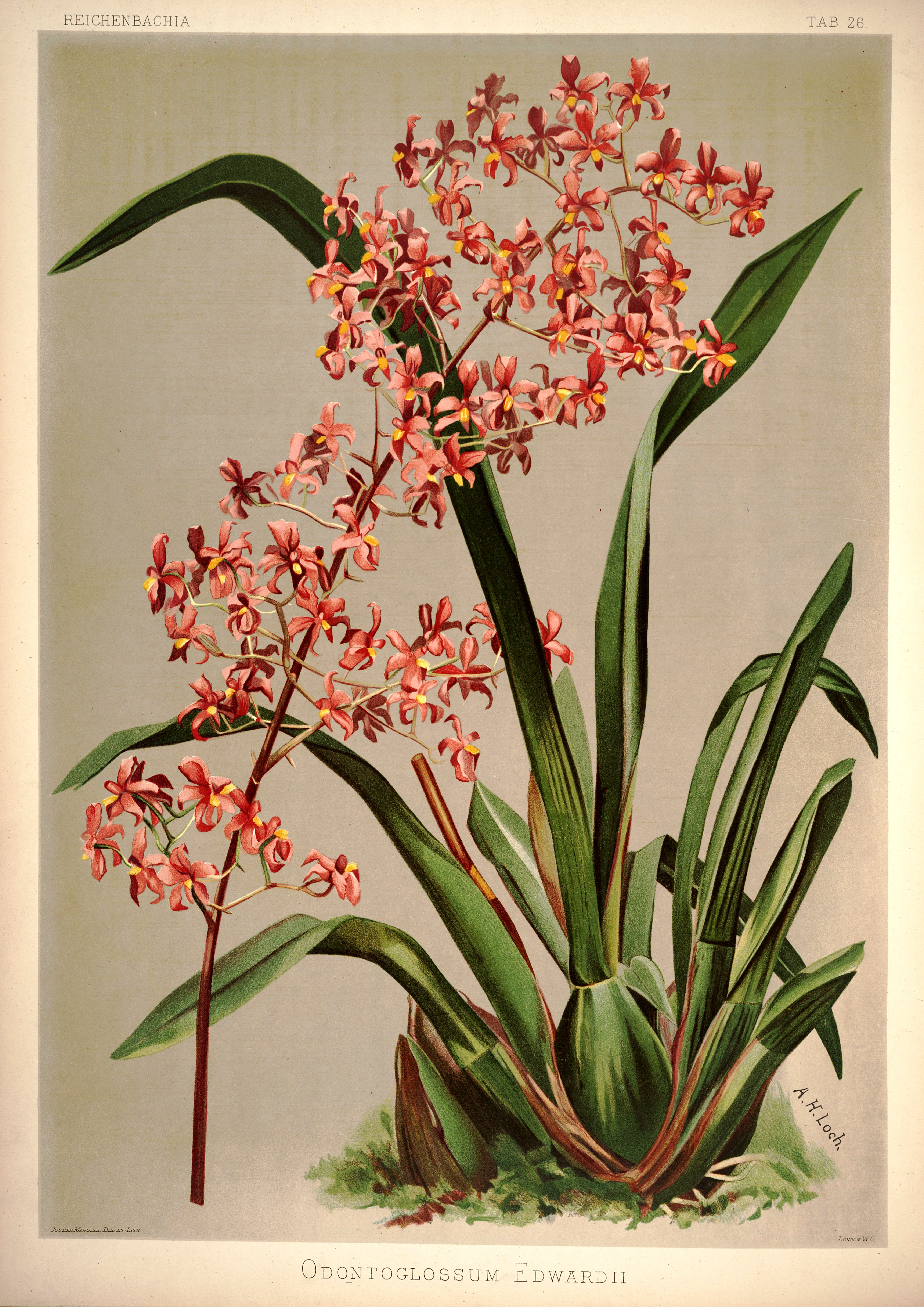